# 문위 우표

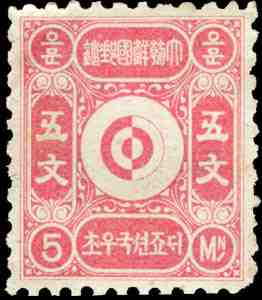
5문 우표

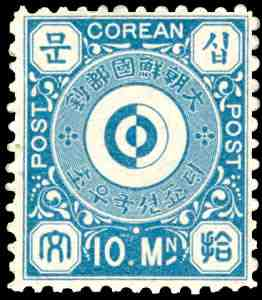
10문 우표

문위 우표(文位郵票)는 1884년 음력 10월 1일(양력 11월 18일) 우정국 개국을 맞이하여 발행된 우표로서 한국 최초의 우표이다. 당시에는 ‘대조선국우초’라고 불렸으며, 문위우표는 우표 수집가들이 붙인 이름이다.

## 개요
1884년 음력 10월 1일(양력 11월 18일) 우정국을 개국하여 우표를 만들게 되었다. 이것은 당초에 미국과 수교를 한 다음 처음으로 사절을 보낸 데서 비롯한다. 부사로 갔던 홍영식이 귀국하여 그것에서 본 우편제도를 국내에서도 실시해자고 고종에게 건의한다. 그에 고종은 홍영식은 우정총국의 총판으로 임명하여 우편제도 도입을 명한다.
홍영식은 우정총국 청사를 지금의 견지동에 짓고 각종 규정을 제정하였으며 필요한 인원을 선발해 배치하였다. 도안은 고정과 홍영식이 합작하여 만들었으며, 오늘날 남아 있는 태극 우표와 비슷했다. 조선에는 인쇄 시설이 없었으므로 일본에 우표 인쇄를 의뢰하였다. 그것을 일본에서 임의로 수정하여 태극기의 태극문을 주돈이의 음양 태극장으로 바꾸어 버린다. 그렇게 만들어진 우표는 가로 23밀리미터, 세로 26밀리미터였다. 종류는 오문, 십문, 이십오문, 오십문, 백문의 다섯 가지였고, 문(文)은 화폐 단위로서 1푼을 뜻한다. 백문 우표만 2색이고 나머지는 단색이었다. 가운데 주돈이의 음양 태극장이 있고, 그 둘레를 당초 문양으로 꾸몄다. 위쪽에는 “大朝鮮國郵鈔”라고 씌어 있고, 아래쪽에는 “ᄃᆡ죠션국우초”라고 되어 있다.
총 280만 장이 인쇄되었으며, 우정국 개국일인 음력 10월 1일에는 2만 장이 도착하였다. 나머지는 갑신정변이 일어난 지 다섯 달 뒤인 1885년 음력 3월에야 일본에서 도착하여 정식 발행되지 않았다. 일본은 의뢰인의 의뢰도 제대로 지키지 않은 그 우표를 보내고 인쇄 대금을 요구하였고, 조선 정부에서는 지불할 돈이 없어 1886년 1월 세창양행에 그 우표를 주고 대납케 하였다.

## 같이 보기
- 우표
- 갑신정변